# Hydrogamasellus armatissimus
Hydrogamasellus armatissimus är en spindeldjursart som beskrevs av Wolfgang Karg 1976. Hydrogamasellus armatissimus ingår i släktet Hydrogamasellus och familjen Ologamasidae. Inga underarter finns listade i Catalogue of Life.